# Una (Himachal Pradesh)
Una è una città dell'India di 15.900 abitanti, capoluogo del distretto di Una, nello stato federato dell'Himachal Pradesh. In base al numero di abitanti la città rientra nella classe IV (da 10.000 a 19.999 persone).

## Geografia fisica
La città è situata a 31° 28' 60 N e 76° 16' 60 E e ha un'altitudine di 368 m s.l.m..

## Società

### Evoluzione demografica
Al censimento del 2001 la popolazione di Una assommava a 15.900 persone, delle quali 8.501 maschi e 7.399 femmine. I bambini di età inferiore o uguale ai sei anni assommavano a 1.829, dei quali 1.014 maschi e 815 femmine. Infine, coloro che erano in grado di saper almeno leggere e scrivere erano 11.944, dei quali 6.574 maschi e 5.370 femmine.